# Beiras y Sierra de la Estrella
Beiras y Serra da Estrela (en portugués Beiras e Serra da Estrela) es una comunidad intermunicipal de Portugal. Se rige por la Ley 75/2013, de 12 de septiembre.

## Geografía
Está situada al este de Portugal, fronteriza con España.
| Noroeste: Duero         | Norte: Duero     | Noreste: Duero            |
| Oeste: Viseu Dão-Lafões |                  | Este: Salamanca (España)  |
| Suroeste: Coímbra       | Sur: Beira Baixa | Sureste: Cáceres (España) |

## Formación
La comunidad intermunicipal reúne las antiguas unidades estadísticas de nivel territorial III (NUTS III) de Sierra de la Estrella, Beira Interior Norte y Cova da Beira y está compuesta por los municipios de Almeida, Belmonte, Celorico da Beira, Covilhã, Figueira de Castelo Rodrigo, Fornos de Algodres, Fundão, Guarda, Gouveia, Manteigas, Mêda, Pinhel, Sabugal, Seia y Trancoso. Hacia 2013 contaba con una población de 236 023 habitantes.